# Nero Burning ROM
Nero Burning ROM - программа от компании Nero AG для записи и создания образов CD и DVD, доступная как в составе пакета, так и отдельно.

## Название программы
Программа получила своё название в честь императора Нерона (англ. Nero), предавшего Рим огню (по одной из версий). Благодаря игре слов название программы Nero Burning ROM(E) может переводиться как «Нерон, сжигающий Рим» или как «Nero, прожигающий (CD-)ROM».
Значок программы содержит исторический казус: на нём изображён горящий Колизей, который Нерон не мог сжечь — он был построен через несколько лет после смерти Нерона при Веспасиане.